# هوش کسب‌وکار
هوش کسب‌وکار (به انگلیسی: Business Intelligence) یا هوش تجاری (BI)، مجموعه‌ای از نظریات، روش‌ها، فرایندها، معماری‌ها و فناوری‌هایی است که برای تبدیل داده خام به اطلاعات مفید و معنادار استفاده می‌شود.
هوش کسب‌وکار مقادیر بزرگی از اطلاعات را برای شناسایی و توسعه فرصت‌های جدید بکار می‌گیرد. بهره بردن از فرصت‌های جدید و اعمال یک استراتژی اثربخش می‌تواند مزیت بازار رقابتی و پایداری بلندمدت به ارمغان بیاورد.
کارکردهای رایج فن آوری‌های هوش کسب‌وکار شامل گزارش‌دهی (Reporting)، پردازش تحلیلی آنلاین (online analytical processing)، تجزیه و تحلیل (analytics)، داده‌کاوی (data mining)، فرایندکاوی (process mining)، پردازش رویدادهای پیچیده (complex event processing)، مدیریت عملکرد تجاری (business performance management)، محک زدن (benchmarking)، پردازش متن (text mining)، تجزیه و تحلیل پیش‌بینی کننده (predictive analytics) و تجزیه و تحلیل چندجانبه (prescriptive analytics) می‌باشد. فن آوری‌های BI می‌توانند مقادیر زیادی از داده‌های ساختار یافته و بعضاً بدون ساختار را برای کمک به شناسایی، توسعه یا ایجاد فرصت‌های استراتژیک جدید تجاری، مدیریت کنند. در واقع هدف فناوری‌های هوشمند سازی کسب‌وکار این است که پردازش و تفسیر آسان از داده‌های بزرگ را امکان‌پذیر کنند. شناسایی فرصت‌های جدید و اجرای یک استراتژی مؤثر بر مبنای یک بینش تجاری قوی، می‌تواند یک مزیت رقابتی در بازار را به صورت بلندمدت در اختیار کسب و کارها قرار دهد. در ادامه به شرح بیشتر برخی از موارد می‌پردازیم.
هوش کسب‌وکار می‌تواند در مقاصد کسب‌وکاری ذیل بکار برود تا در کسب‌وکار منجر به تحقق ارزش بشود:
1. اندازه‌گیری برنامه‌ای که سلسله مراتبی از شاخص‌های عملکرد و محک زنی (مدل مرجع شاخص‌ها) ایجاد می‌کند که راهبران کسب‌وکار در جریان اطلاعات پیشرفت به سوی اهداف کسب‌وکار قرار می‌دهد (مدیریت فرایند کسب‌وکار).
2. تحلیل برنامه‌ای که فرایندهای کمی برای کسب‌وکار ایجاد می‌کند که بتواند به شناخت تصمیمات بهینه دست بیابد و به اکتشاف دانش کسب‌وکار بپردازد. برنامه‌های این گروه شامل موارد زیر می‌شوند: داده‌کاوی، فرایندکاوی، تحلیل آماری، تحلیل پیشنگرانه، مدل‌سازی پیشنگرانه، مدل‌سازی فرایندهای کسب‌وکار، پردازش وقایع پیچیده تعاملی و تحلیل تجویزی
3. گزارش‌دهی/گزارش‌دهی سازمانی- برنامه‌هایی که زیرساخت‌های لازم برای گزارش‌دهی استراتژیک را در خدمت به مدیریت استراتژیک کسب‌وکار انجام می‌دهند که با گزارش‌دهی عملیاتی متفاوت است. این نوع گزارش‌ها شامل مصورسازی داده، سامانه اطلاعات مدیریتی و پردازش تحلیلی برخط (Online analytical processing) می‌شوند.
4. تعامل/ سکوی تعامل- برنامه‌هایی که از طریق به اشتراک‌گذاری داده و تبادل اطلاعات الکترونیکی، مناطق مختلف (داخل یا بیرون از کسب‌وکار) را برای انجام کار کنار یکدیگر می‌آورد.
5. مدیریت دانش- برنامه‌هایی که از طریق استراتژی‌ها و اقداماتشان برای شناخت، خلق، بازنمایی، توزیع و قادر ساختن سازمان به درک بینشها و تجربه‌هایی که دانش واقعی کسب‌وکار هستند سازمان‌ها را تبدیل به شرکت‌هایی داده پیشران می‌سازند. مدیریت دانش به مدیریت یادگیرند و انطباق تنظیمی منجر می‌شود.

## تاریخچه
اولین استفاده از اصطلاح هوش تجاری در کتابی از "Richard Millar Devens" به نام "Cyclopaedia of Commercial and Business Anecdotes" در سال ۱۸۶۵ مشاهده شده‌است. وی در این کتاب از اصطلاح هوش تجاری برای توصیف چگونگی کسب سود آقای هنری فرنسی (Henry Furnese) که یک کارمند بانک بود، استفاده کرد. هنری فرنسی با دریافت و بررسی اطلاعات در مورد محیط پیرامون خود تجارت موفقی داشت: وی در سراسر هلند، فلاند، فرانسه و آلمان یک مجموعه کامل را به عنوان هوش تجاری ثبت کرده بود. بدین ترتیب، خبر جنگ‌های زیادی که درآن دوران اتفاق می‌افتاد را او زودتر از همه وارسی می‌کرد و با جمع‌آوری اطلاعاتی کامل از شرایط کشورها توانست سود زیادی کسب کند.
مفهومی مهم و استراتژیک که نخستین بار توسط او ثبت شده‌است: «توانایی جمع‌آوری اطلاعات و واکنش مناسب بر اساس اطلاعات به‌دست آمده، در هوش تجاری حائز اهمیت است.»
در ادامه به معرفی دو تعریف اصیل از هوش تجاری می‌پردازیم:
۱-طبق تحقیقات Solomon Negash و Paul Gray، هوش تجاری (BI) می‌تواند به عنوان سیستمی تعریف شود که سه مورد زیر را باهم تلفیق می‌کند:
- جمع‌آوری اطلاعات
- ذخیره اطلاعات
- مدیریت دانش

با تجزیه و تحلیل موارد فوق برای ارزیابی اطلاعات پیچیده شرکتی و رقابتی و سپس ارائه به برنامه ریزان و تصمیم گیرندگان شرکت، با هدف بهبود زمان و کیفیت فرایند تصمیم‌گیری.
۲- طبق تحقیقات Forrester، هوش تجاری «مجموعه ای از متدولوژی‌ها، فرایندها، معماری‌ها و فناوری‌هایی است که داده‌های خام را به اطلاعات معنی دار و مفیدی تبدیل می‌کند که مورد استفاده قرار می‌گیرند تا بینشها و تصمیم‌گیری‌های استراتژیک، تاکتیکی و عملیاتی کارآمدتر را اعمال کنند.» بر اساس این تعریف، هوش تجاری مدیریت اطلاعات را دربر می‌گیرد (ادغام داده‌ها، کیفیت داده‌ها، انبار کردن داده‌ها، مدیریت داده‌ها و…). بنابراین، Forrester به آماده‌سازی داده‌ها و استفاده از داده‌ها به عنوان دو بخش جداگانه اما تنگاتنگ در هوش تجاری اشاره دارد.

## آشنایی بیشتر با کاربردها با یک مثال
هوش تجاری می‌تواند توسط شرکت‌ها برای پشتیبانی از طیف گسترده‌ای از تصمیم‌های تجاری از عملیاتی تا استراتژیک استفاده شود. تصمیم‌های عملیاتی اساسی شامل بازاریابی محصول یا قیمت گذاری می‌باشد. تصمیم‌های استراتژیک تجارت شامل اولویت‌ها، اهداف و دستورالعمل‌ها در بالاترین سطح تصمیم‌گیری است. در همه موارد، BI هنگامی بیشترین تأثیر خود را نشان می‌دهد که داده‌های حاصل از بازار را که یک شرکت در آن فعالیت می‌کند (داده‌های خارجی) با داده‌های منابع داخلی شرکت مانند داده‌های مالی و عملیاتی (داده‌های داخلی) ترکیب کنند. هنگامی که داده‌ها با هم ترکیب شوند، داده‌های خارجی و داخلی می‌توانند تصویر کاملی از وضعیت تجارت مذکور ارائه دهند که در واقع، یک هوش مصنوعی ایجاد می‌کند که از مجموعه داده‌های داخل شرکت و خارج شرکت به صورت جداگانه حاصل نمی‌شود و نیاز به ترکیب این دو می‌باشد.در واقع ابزارهای هوش تجاری به سازمان‌ها توان می‌دهند تا بینش خود را نسبت به بازارهای جدید، ارزیابی تقاضا و مناسب بودن محصولات و خدمات برای بخش‌های مختلف بازار و سنجش تأثیر تلاش‌های بازاریابی تقویت کنند.
برنامه‌های BI از داده‌های جمع‌آوری شده از انبار داده (Data Warehouse) یا یک ساختار داده(Data Mart) استفاده می‌کنند. مفاهیم (BI:Business Intelligence) و (DW:Data Warehouse) به اختصار با نماد "BIDW" نشان داده می‌شوند. یک انبار داده شامل نسخه ای از داده‌های تحلیلی است که تصمیم‌گیری توسط هوش تجاری را تسهیل می‌کند.
در ادامه با واررسی یک مسئله به صورت عملی سعی بر ملموس کردن موارد فوق داریم:
- فرض کنید شما یک فروشگاه بزرگ اینترنتی دارید و محصولات زیادی برای فروش. قطعاً ذهن هیچ مدیری یارای نگهداری تمام اعداد و ارقام مربوط به خرید و فروش را ندارد و البته که واقعاً نیاز به حفظ تمام این اعداد و ارقام نیست. در فرایند پیاده‌سازی هوش تجاری طبق یک عملیات بر اساس علم داده‌ها (Data Science) همهٔ داده‌های سازمان در یک دیتابیس (ِData Base) جمع می‌شود (اینکه اطلاعات روزانه جمع‌آوری شود یا ماهانه یا هفتگی دست خودتان است). در حقیقت این دیتابیس حاوی تمام اطلاعات شرکت و تک تک فروش‌ها و خریدهای انجام شده توسط سازمان است.

این دیتابیس، در واقع همان انبارهٔ داده (Data Warhouse) هست که در بالا معرفی کردیم. این نقطهٔ شروع و صفر مرزی پروژه‌های هوش تجاری است. اطلاعاتی که در انبار داده جمع‌آوری می‌شوند، چند بعد مهم دارند که عبارتند از:
1. مکان:فرض کنید هر کالا توسط یک نفر خریداری می‌شود که این شخص در یک استان، شهر و منطقهٔ به‌خصوصی زندگی می‌کند. پس یکی از ابعاد مهم داده‌های شما متغیر مکان است.
2. زمان: علاوه بر تمام اینها هر فروش یک پارامتر زمان دارد، شما حساب کنید روزی حداقل ۱۰ هزار تا از این فروش و فروش‌های دیگر به انباره داده اضافه می‌شوند.

حالا تصور کنید قرار است یک جلسه استراتژی‌های کلان (یا حتی غیر کلان و در مقیاس کوچک‌تر) برگزار شود و مدیران و تصمیم‌گیرندگان نهایی بخواهند یک تصمیم اساسی بگیرند؛ مثلاً اینکه آیا استراتژی درستی است که برای صرفه جویی در هزینه‌ها اجناسی که از تأمین کننده‌ها خریداری می‌شوند در انبارهای در دست احداث نگه داری شوند یا نه.
دقیقاً از همین قسمت هوش تجاری وارد عمل می‌شود؛ مثلاً در این مثالی که زدیم، مدیر یا گروه مدیریت به راحتی از روی اطلاعات خلاصه سازی شده (Summarized Data) می‌تواند بفهمد که چه کالاها یا گروه کالاهایی توسط کدام افرادی در چه شهرها و مناطقی بیشتر فروش می‌رود یا در چه زمانی (فصل، سال، روز) کدام کالا یا گروه کالایی بیشتر فروخته می‌شود.
حالا بر این اساس آیا آن استراتژی که مثال زدیم واقعاً به صرفه‌جویی در هزینه‌ها کمک می‌کند یا بدتر باعث ایجاد هزینهٔ اضافه می‌شود؟ مثلاً اگر متوجه بشویم که کالای X در منطقهٔ Y تهران فروش بالایی دارد، آیا تصمیم اینکه انبار کالای X را در منطقهٔ Y احداث کند، باعث کاهش هزینه‌های نگهداری و رساندن محصول می‌شود یا نه؟
اگر مدیر ما به Data warehouse دسترسی نداشت و خلاصه مجموع تعداد فروش، جمع عدد ریالی فروش به ازای هر کالا در زمان و مکان به‌خصوص را نداشت، باید تمام داده‌های چند سال را باید بررسی می‌کرد و تمام این محاسبات را به صورت دستی انجام می‌داد، سپس تمام این داده‌ها را مقایسه می‌کرد. به فرض که عمر نوح داشت و فرصت می‌کرد اینکار را انجام دهد، قطعاً تمام محاسبات او ضریب خطای بالایی داشتند. در واقع عملاً این کار غیرممکن است و بدون انجام این فرایند نیز اتخاذ تصمیم آگاهانه نخواهد بود.
با استناد به همین مثال می‌توان فواید زیر حاصل از هوش تجاری را استنباط کرد:
- به راحتی می‌توانید گزارش‌ها سریع تهیه کنید
- به تصمیمات سریع و هوشمندانه شما کمک می‌کند
- بهره وری شرکت شما را زیاد می‌کند
- سرعت بخشیدن به بازگشت سرمایه
- کاهش هزینه‌های نیروی انسانی

## داده (Data)
عملیات‌های تجاری می‌تواند حجم بسیار زیادی از اطلاعات را در قالب نامه‌های الکترونیکی، یادداشت‌ها، تماس‌های تلفنی، اخبار، گروه‌ها کاربران (در فضای مجازی)، گفتگوها در جلسات، گزارش‌ها، صفحات وب، ارائه‌ها، فایل‌های تصویری و ویدیویی و داده‌های بازاریابی ایجاد کند. به گفته مریل لینچ (Merrill Lynch)، بیش از ۸۵٪ از کل اطلاعات کسب و کار (Business Informations) در این فرم‌ها و دسته‌بندی وجود دارند. و البته تمام این اسناد پرکاربرد نیستند و ممکن است یک شرکت فقط یک بار از سندی استفاده کند. به دلیل طریقه تولید و ذخیره، این اطلاعات یا بدون ساختار (unstructured) یا نیمه ساختار یافته (semi- structured) هستند.
مدیریت داده‌های نیمه ساختار یافته و بدون ساختار یک مشکل حل نشده در صنعت فناوری اطلاعات است. طبق پیش‌بینی‌های گارتنر (Gartner) در سال ۲۰۰۳، تعداد قابل توجهی از کارمندان اداری شرکت‌های تجاری ۳۰ تا ۴۰ درصد از وقت خود را صرف جستجو، یافتن و ارزیابی داده‌های بدون ساختار می‌کنند. هوش تجاری (BI) هم از داده‌های ساختار یافته و هم از داده‌های بدون ساختار یا نیمه ساختار یافته استفاده می‌کند. در شرکت‌هایی که از تکنولوژی و فن آوری هوش تجاری استفاده نمی‌کنند جستجوی داده‌های ساختار یافته آسان است ولی داده‌های نیمه ساختار یافته یا بدون ساختار حاوی مقدار زیادی از اطلاعات برای تجزیه و تحلیل و تصمیم‌گیری است؛ بنابراین به دلیل دشواری در جستجوی مناسب، یافتن اطلاعات و ارزیابی داده‌های بدون ساختار یا نیمه ساختار یافته، ممکن است سازمان‌هایی که از هوش تجاری بهره نمی‌برند این حجم گسترده اطلاعات که ممکن است فقط بر یک تصمیم، کار یا پروژه خاص تأثیر بگذارد، مورد توجه قرار ندهند. این در نهایت می‌تواند منجر به تصمیم‌گیری ضعیف وغیر آگاهانه در مسائل گردد.
بنابراین هنگام طراحی سیستم BI و DW باید راه حل‌های مناسب برای تحلیل اطلاعات بدون ساختار یا نیمه ساختار یافته لحاظ شود تا تحلیل و نتیجه‌گیری از تمامی داده‌ها صورت گیرد و مشکل فوق حل شود.

## تفاوت هوش تجاری و تجزیه و تحلیل تجارت
واژه‌های هوش تجاری و تجزیه و تحلیل تجارت (business analytics) گاهی به جای هم مورد استفاده قرار می‌گیرد، اما تعاریف متفاوت و دقیق تری نیز برای آنها وجود دارد. توماس داونپورت (Thomas Davenport)، استاد فناوری اطلاعات و مدیریت دانشکده بابسون استدلال می‌کند که هوش تجاری به مراحل پرس و جو، تجزیه و تحلیل کسب و کار، پردازش‌های آنلاین، گزارش و اعلام هشدار تقسیم‌بندی شود. در این تعریف، تجزیه و تحلیل کسب و کار زیر مجموعه ای از هوش تجاری است که بر آمار، پیش‌بینی و بهینه‌سازی تمرکز دارد.

## تفاوت هوش تجاری و هوش رقابتی
گرچه اصطلاح هوش رقابتی (competitive intelligence) گاهی در کاربرد هم معنای هوش تجاری است (زیرا هر دو به اتخاذ تصمیم‌گیری صحیح در کسب و کار کمک می‌کنند)، اما هوش تجاری (BI) از فناوری‌های کاربردی و فرایندها برای تجزیه و تحلیل متمرکز بر روی داده‌های داخلی، ساختاری و فرآیندهای تجاری استفاده می‌کند در حالی که هوش رقابتی جمع‌آوری، تجزیه و تحلیل و پخش اطلاعات را با تمرکز بر روی وضعیت رقبای شرکت (و نه تمرکز بر روی داده‌های داخلی شرکت) است. در حالت کلی می‌توان هوش تجاری را زیر مجموعه هوش رقابتی در نظر گرفت.

## ابزارهای مورد استفاده در هوش تجاری
یکی از موارد قابل توجه این است که در سال‌های نه چندان دور داده کاوی و تحلیل داده‌ها در انحصار متخصصان حوزه فناوری اطلاعات بود و استفاده از این فن آوری کار ساده ای نبود اما اکنون کاری است که همه شرکت‌ها با استفاده از نرم‌افزارهای موجود در دنیا می‌توانند انجام دهند و این ابزارها به شما این امکان را می‌دهند که ارزیابی رشد تجارت خود، حل مسائل ضروری و فوری، جمع‌آوری تمام داده‌های خود در یک مکان، پیش‌بینی نتایج آینده و موارد دیگر را با بینشی مناسب انجام دهید.
در ادامه ۱۵ مورد از برترین ابزارها و نرم‌افزارهای هوش تجاری معرفی می‌گردد:
- SAP Business Intelligence
- MicroStrategy
- Datapine
- SAS Business Intelligence
- Yellowfin BI
- QlikSense
- Zoho Analytics
- Sisense
- Microsoft Power BI
- Looker
- Clear Analytics
- Tableau
- Oracle BI
- Domo
- IBM Cognos Analytics